# Camponotus havilandi
Camponotus havilandi é uma espécie de inseto do gênero Camponotus, pertencente à família Formicidae.